# Pico Naiguatá
Der Pico Naiguatá ist mit 2765 m der höchste Berg der venezolanischen Küstenkordillere.
Sein Gipfel liegt 9 km vom Stadtzentrum von der venezolanischen Hauptstadt Caracas, sowie 8 km von der Karibik entfernt, im Nationalpark El Ávila.
Die Besteigung des Berges erfolgt über eine 6 Stunden lange Wanderung.
Rund um den Gipfel befinden sich Bergregen- und Nebelwälder, in unmittelbarer Umgebung Subparamo.